# Kanton Seyssel (Horní Savojsko)
Kanton Seyssel (fr. Canton de Seyssel) je francouzský kanton v departementu Horní Savojsko v regionu Rhône-Alpes. Skládá se z 11 obcí.

## Obce kantonu
- Bassy
- Challonges
- Chêne-en-Semine
- Clermont
- Desingy
- Droisy
- Franclens
- Menthonnex-sous-Clermont
- Seyssel
- Saint-Germain-sur-Rhône
- Usinens